# Kristian Knop
Johan Kristian Knop (født 27. november 1857 på Laage Mølle, død 22. november 1928) var en dansk gårdejer og politiker. Han var medlem af Folketinget 1898-1906 og 1909-1910, samt medlem af Landstinget 1924-1928. Han tilhørte først Venstrereformpartiet og senere Venstre.
Knop blev født i 1857 på Laage Mølle nord for Vejle som hans far forpagtede. Familien flyttede til Breinholm Mølle vest for Horsens, men da faren gik fallit måtte knop allerede som 7-årig ud og tjene om sommeren som hyrdedreng, og fra han var 9 år var han ude at tjene hele året. Han forsørgede sig selv uden hjælp hjemmefra efter hans mor døde da han var 13 år. Knop fik plads som karl på en vestjysk hedegård som 16-årig. Han havde ikke gået meget i skole, men brugte sin fritid på at læse. Han fik økonomisk hjælp til et ophold på Galtrup Højskole på Mors i vintersæsonen 1876-1877. Fra foråret 1877 arbejdede han på en gård på Mors og blev også der uddannet i landbrug. Knop blev gift i 1882 og fik en lille gård på en udstykning fra sin hustrus fødegård i Dragstrup på Mors. Her boede han til han i 1901 flyttede til Svinninge. Kort efter flyttede han til Hørve for endelig at slå sig ned i Holbæk hvor han boede til sin død.
Knop blev politisk vakt i 1877, da det første provisorium blev udstedt. Han gik, med sin husbonds tilladelse, ca. 15 km frem og tilbage til et møde som skulle vælge en repræsentant fra Mors til Grundlovsværneforeningens stiftende møde i Middelfart. Efter at fået sit eget hjem i 1882 sluttede han til den lokale Venstre-forening på Mors og blev hurtig dens formand. Der opstod strid i Venstreforeningen, da en gruppe som omfattede Knop ønskede at afsætte Morsøkredsens folketingsmand, Christian Ravn. Der førte til at Knop sammen flere andre meldte sig ud og dannede en ny forening. Ved folketingsvalget i 1892 blev Knop tilbudt at stille sig op i både Hurupkredsen og Thistedkredsen, hvilket han afslog. Også ved valget i 1895 blev han opfordret til stille op. Han sagde først ja tak, da han blev tilbudt Svendborgkredsen, som plejede at give valg til Venstre, ved folketingsvalget i 1898. Han blev da også valgt i kredsen ved folketingsvalget i 1898 med et stort flertal på 1.758 stemmer mod 974 stemmer til modkandidaten, købmand V. Brorsen fra Varde. I Folketinget Folketinget tilsluttede han sig Venstrereformpartiet. Han opnåede genvalg i kredsen ved valgene i 1901 og 1903, men tabte snævert i 1906 til Wenzel Neergaard fra Højre med 1.393 stemmer mod 1.404 stemmer til Neergaard.
Ved næste folketingsvalg i 1909 stillede han op i Nykøbing Sjælland-kredsen og opnåede igen valg, men han genopstillede ikke ved valget i 1910, fordi han i 1910 var blevet branddirektør i Holbæk. Han stillede igen op til folketingsvalget 1918, denne gang for Venstre i Holbækkredsen, men uden at blive valgt.
Ved landstingsvalgene den 10. august 1920 og 1. oktober 1920 blev Knopp 1. stedfortræder for husmand Christian Hansen i 2. landstingskreds. Han indtrådte i Landstinget 13. januar 1924 da Christian Hansen døde og var medlem frem til 1928.